# Juicio de las brujas de Bamberg

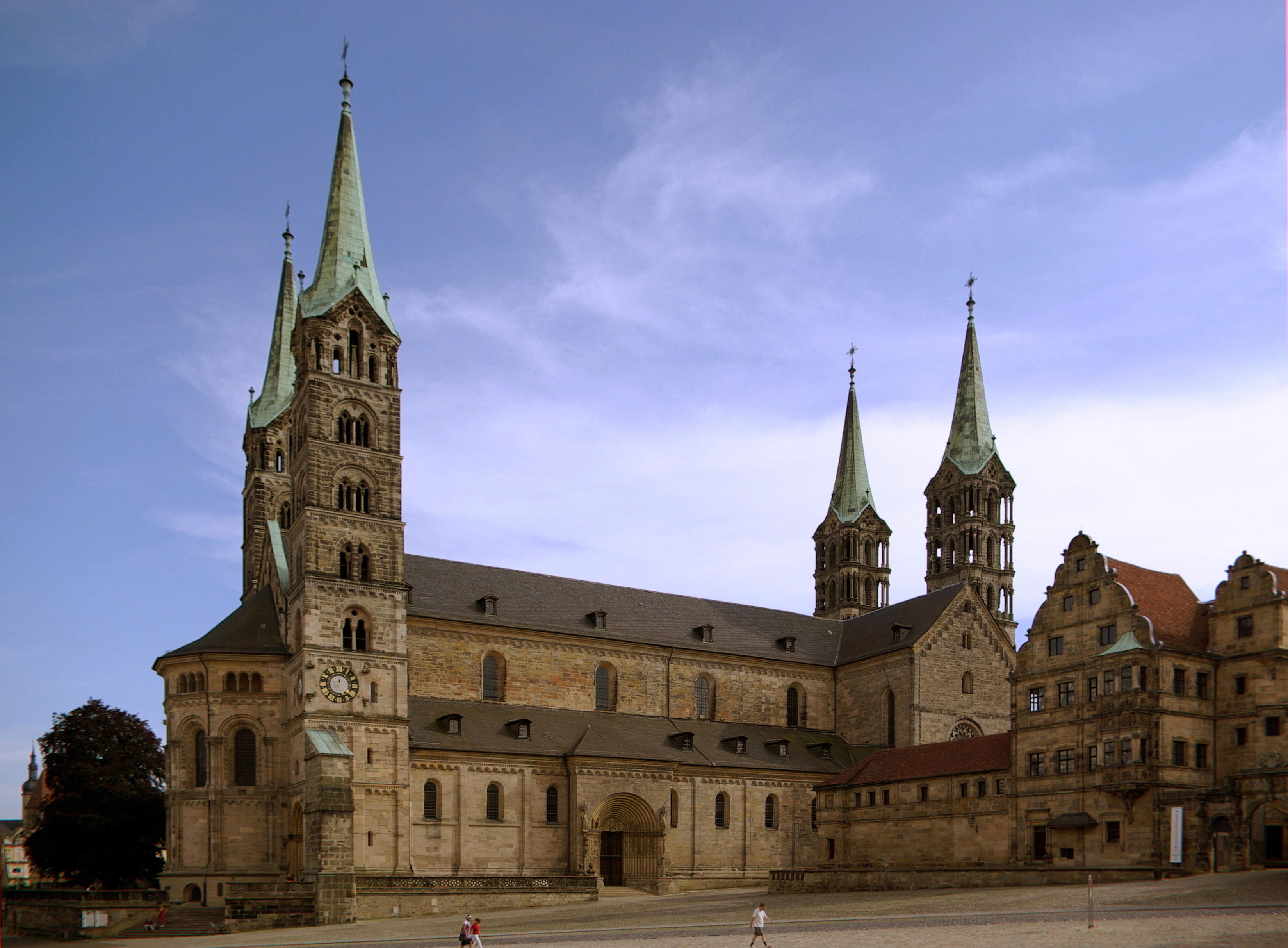
Catedral de Bamberg.

El juicio de las brujas de Bamberg fueron una serie de juicios que tuvieron lugar en Bamberg entre 1626 y 1631, un episodio de caza de brujas en masa al sur de Alemania, contemporáneo de los juicios de brujas de Würzburgo y otros. Durante un período prolongado, estos juicios dieron lugar a la ejecución de en torno a 1.000 personas. Perteneció a las mayores cacerías de brujas de la historia, está entre las más grandes durante la guerra de los Treinta Años y fue una de las cuatro mayores en Alemania, junto con el juicio de brujas de Trier, los juicios por brujería de Fulda y los Juicios de brujas en Wurzburgo.

## Historia
El Sacro Imperio Romano Germánico, a finales del siglo XVI y comienzos del XVII, sufrió una gran caída de temperaturas en lo que se nombró como la Pequeña Edad de Hielo, con consecuencias graves sobre todo en las cosechas agrícolas. Esto hizo que los campesinos buscaran alguien responsable de sus males y se lo atribuyeron a la brujería, gente que supuestamente estaba aliada con el diablo. El príncipe-obispo de Bamberg, Neytard von Thüngen (fallecido en 1598) fue el primero en permitir juicios de brujas en su feudo. Sin embargo, se encontraba más preocupado en la lucha contra la Reforma Protestante. Bajo su sucesor, Johann Philipp von Gebsattel (hacia 1609) nadie fue ejecutado por brujería. Bajo el mandato de Johann Gottfried von Aschhausen (hacia 1622), la caza de brujas se desencadenó. Apoyado por el teólogo Friedrich Förner, el obispo permitió un juicio que se desarrolló a partir de una pelea familiar. En su curso, varias otras personas fueron acusadas de brujería y en un año quince habían sido ejecutadas.

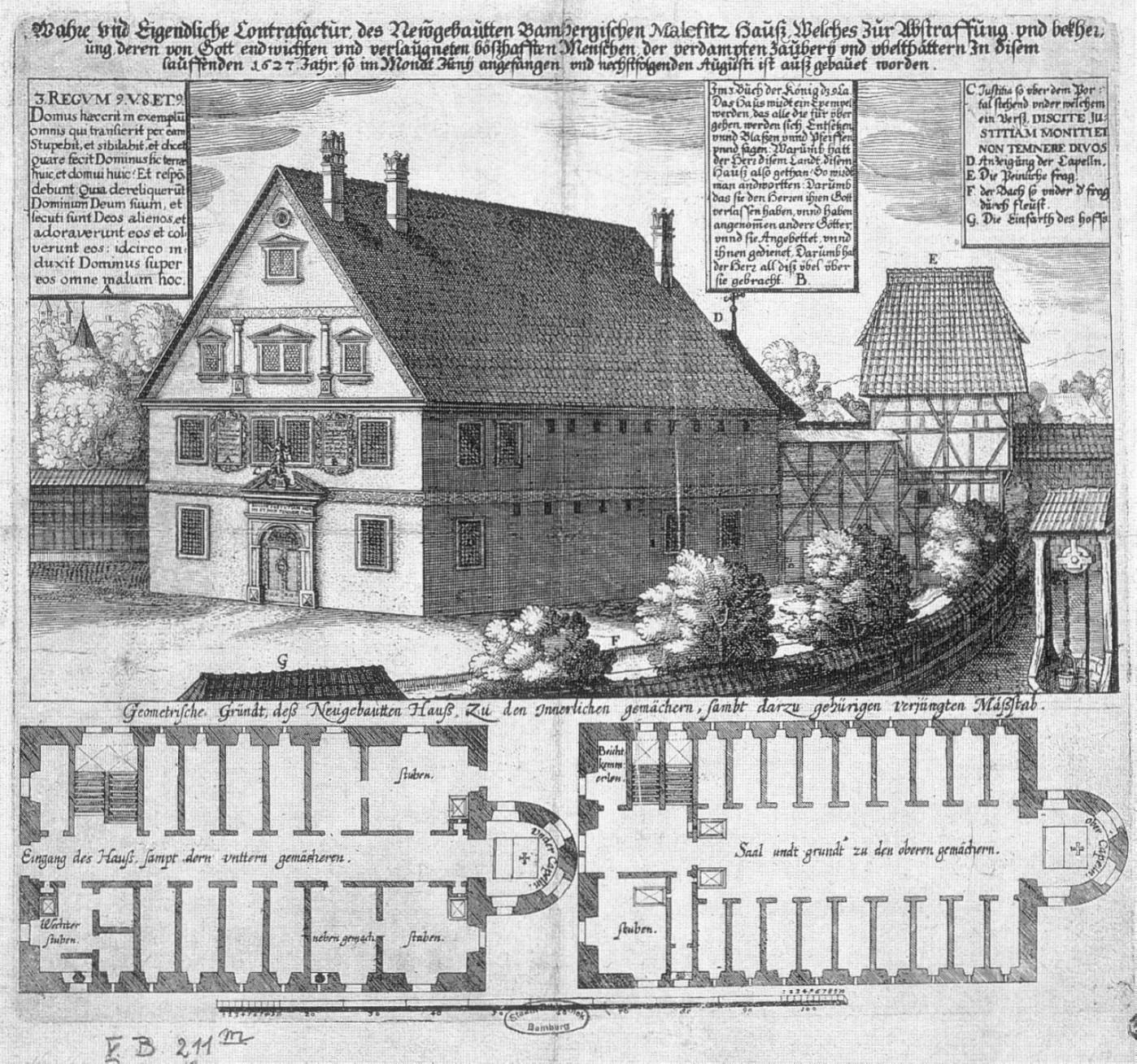
Drudenhaus.

En Bamberg, se construyó una cárcel especial para albergar las grandes masas de sospechosos, el Malefizhaus o Drudenhaus. En 1628, la locura culminó con casi 200 juicios documentados. El canciller Georg Haan fue uno de los que fueron quemados. Johannes Junius, cuyo testimonio de la tortura que sufrió se hizo famoso, fue otra víctima, al igual que su esposa.
Sin embargo, el apoyo entre la población comenzó a desaparecer a medida que la gente cada vez se daba más cuenta que todo el mundo estaba en riesgo de acabar en la pira. Los campesinos finalmente se negaron a suministrar madera para las hogueras. El punto final de indignación se planteó con el juicio de Dorothea Flock, miembro de una acomodada familia mercantil de Núremberg. Fue arrestada en diciembre de 1629 y su esposo hizo tanto como le fue posible para obtener su liberación. Un edicto imperial fue emitido, pero los cazadores de brujas se apresuraron y la ejecutaron muy poco antes de la llegada del edicto. Esto causó indignación entre los líderes de la Iglesia católica en Alemania, quienes responsabilizaron al obispo protestante. Estos juicios y persecuciones terminaron cuando las tropas suecas protestantes se acercaron a Bamberg en 1632. Los prisioneros restantes fueron puestos en libertad. Varios juicios más se produjeron hasta 1680; en este momento, se contabilizaban alrededor de 1000 personas ejecutadas en el Obispado Principesco de Bamberg.